# Augarten (Rheinfelden)
Augarten ist ein Stadtteil von Rheinfelden im Kanton Aargau in der Schweiz. Die Siedlung entstand in den Jahren 1971 bis 1976 und zählt rund 3'000 Einwohner.

## Lage

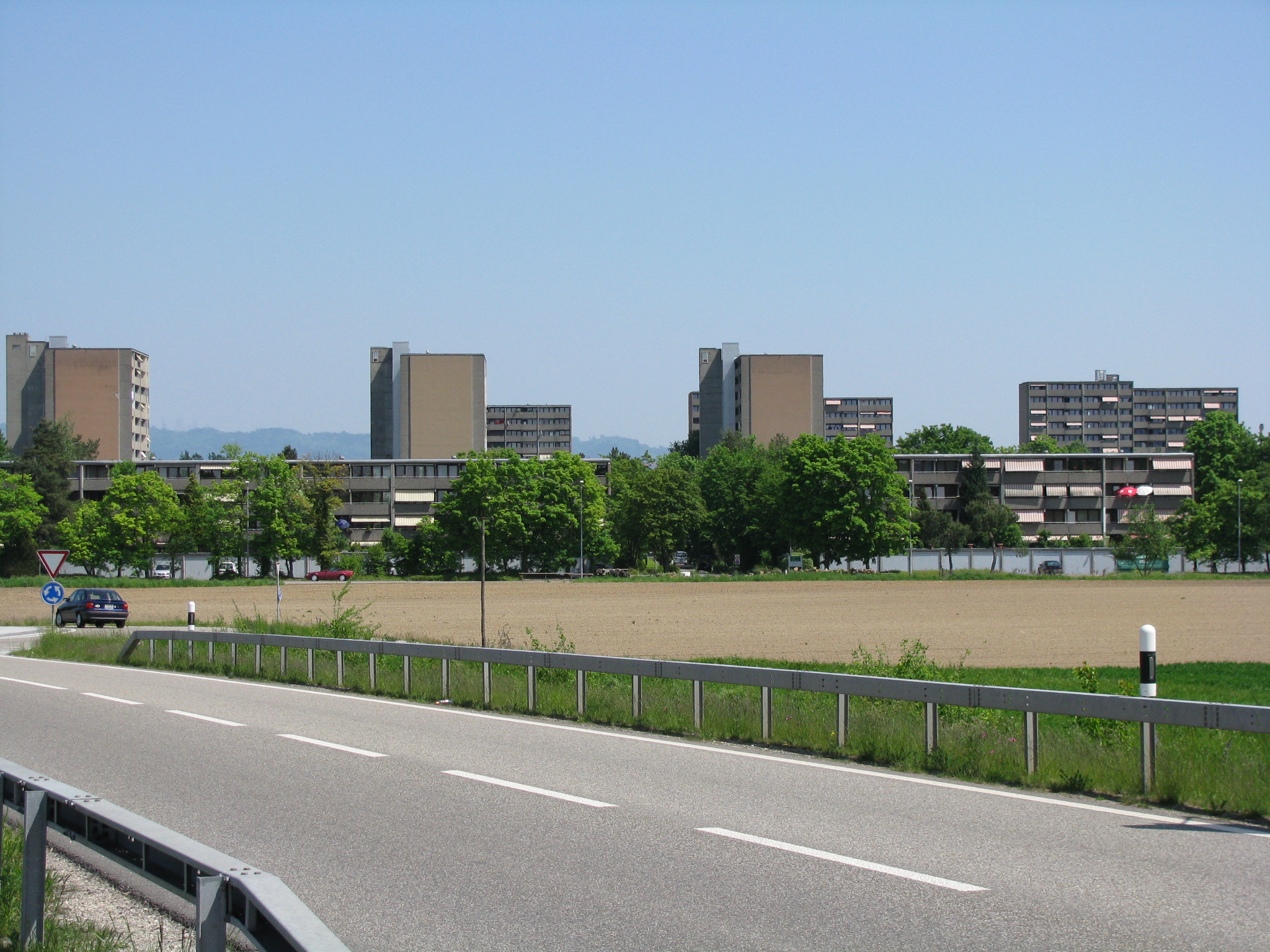

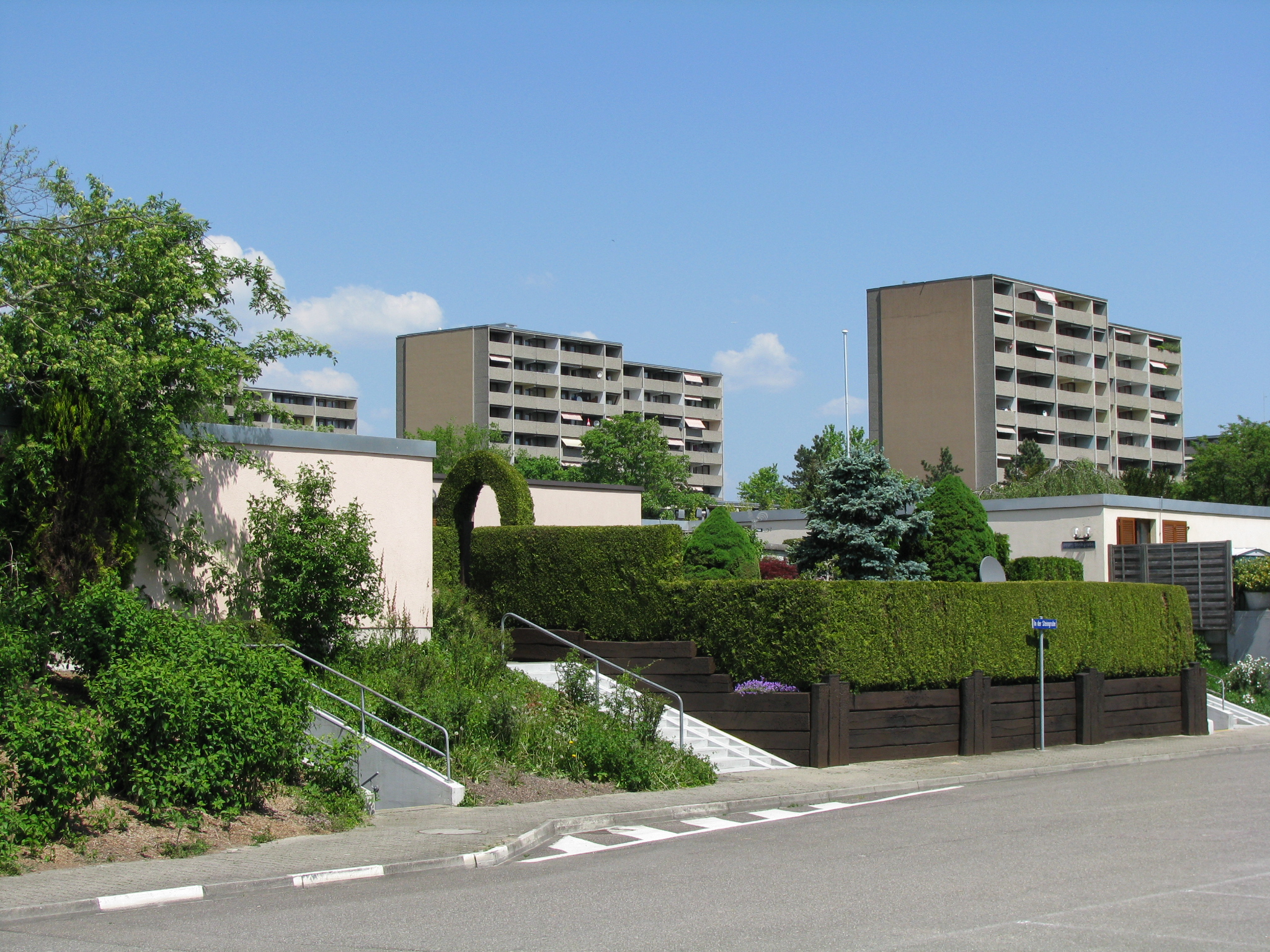

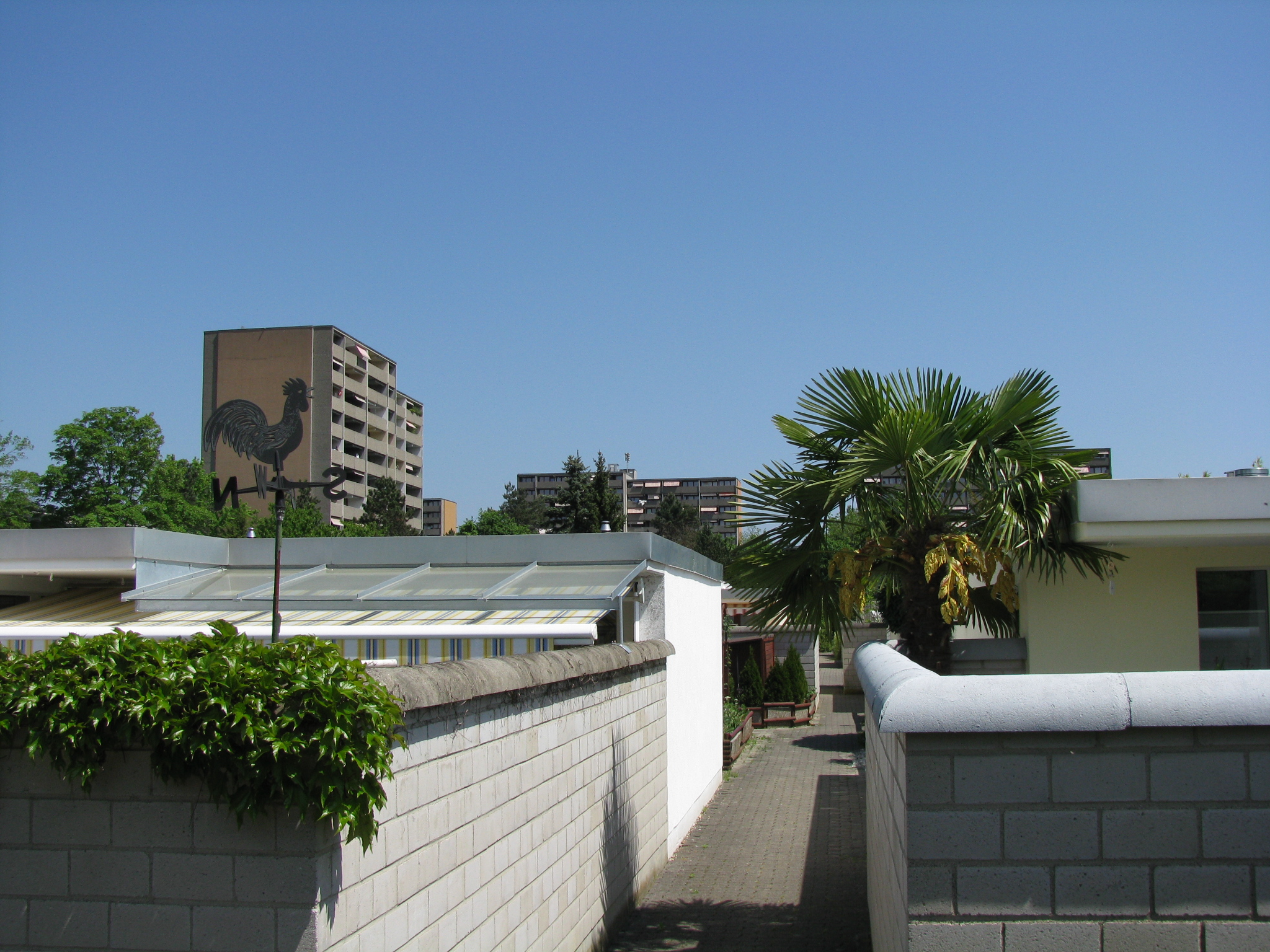

Der Stadtteil Augarten befindet sich rund zwei Kilometer westlich der Altstadt von Rheinfelden in einer Ebene auf 279 m ü. M. Im Norden wird er durch den Rhein bzw. die Hauptstrasse 3/7, im Süden durch die Bahnlinie Basel–Zürich (Bözbergstrecke) begrenzt. Der Augarten bildet eine in sich geschlossene Überbauung mit mehreren Hochhäusern. Auf einer Fläche von rund 20 Hektaren leben hier etwa 3'000 Menschen, was einer Bevölkerungsdichte von 15'000 Einw./km² entspricht.

## Entstehung
In den 1950er Jahren gab es in Rheinfelden ausserhalb der Altstadt fast ausschliesslich Einfamilienhäuser und Villen. Mehrfamilienhäuser waren eine Seltenheit, und noch 1960 lehnte die Gemeindeversammlung den Bau von Hochhäusern ab. Nachdem prognostiziert worden war, dass Rheinfelden zu Beginn des 21. Jahrhunderts bis zu 20'000 Einwohner zählen könnte (2015 waren es rund 12'500), zonte die Gemeinde 1965 grosse Baulandflächen ein. Als die Autobahn im Jahr 1966 die Kleinstadt erreichte, bewog dies mehrere Unternehmen der Pharma- und Chemiebranche dazu, von Basel ins untere Fricktal zu expandieren. Da sich Rheinfelden mit der Autobahn zunehmend zu einem Subzentrum innerhalb der Agglomeration Basel entwickelte, hatte dies eine akute Wohnungsnot zur Folge. Um den Angestellten genügend Wohnraum in der Nähe der Produktionsanlagen zu bieten, nahmen die grossen Basler Chemiekonzerne an verschiedenen Orten die Planung von Grossüberbauungen in Angriff.
1967 beauftragte die Firma Ciba-Geigy (heute Novartis) das Büro Gelpke und Düby mit der Planung einer Siedlung im Gebiet Weiherfeld, die zunächst die Bezeichnung «R 1000» erhielt. Die Ortsbürgergemeinde stellte 20 Hektar im Baurecht zur Verfügung (die Fläche war während des Zweiten Weltkriegs im Zuge der Anbauschlacht gerodet worden). Der Gemeinderat stellte sich zunächst gegen das Vorhaben. Er befürchtete, ein Satellit fernab der Kernstadt würde das gesellschaftliche Leben aus dem Gleichgewicht bringen; ausserdem sei bereits genügend erschlossenes Bauland vorhanden. Doch die Gemeindeversammlung genehmigte das Projekt am 22. September 1969 mit grosser Mehrheit, zumal sich auch lokale Wirtschaftsvertreter dafür eingesetzt hatten.
Der Spatenstich erfolgte 1971. Innerhalb von zwei Jahren entstanden 1'050 Wohneinheiten, die auf sechs Hochhäuser, 55 Mehrfamilienhäuser und 170 Einfamilienhäuser verteilt sind. Die Ölkrise von 1973 führte dazu, dass die Wohnungen zunächst kaum nachgefragt wurden, da die Bauherrin die Mietzinsen aufgrund der Inflation viel höher angesetzt hatte als versprochen. 1976 standen mehr als ein Fünftel der Wohnungen leer, erst vier Jahre später waren sie vollständig belegt. 2003 verkaufte Novartis die Siedlung Augarten an die Credit Suisse.

## Verkehr
Der Stadtteil Augarten ist verkehrsmässig sehr gut erschlossen. Nördlich des Augartens verläuft die Hauptstrasse 3/7 zwischen Basel und Zürich. Im Süden der Siedlung verläuft die Autobahn A3. Von dieser zweigt westlich des Augartens die A861 ab, die den Rhein auf der Rheinfelder Brücke überquert und nach Deutschland zur A98 führt. Unmittelbar vor dem Zollübergang befindet sich die Anschlussstelle Rheinfelden West.
Mit dem Fahrplanwechsel im Dezember 2008 erhielt der Stadtteil Augarten eine eigene S-Bahn-Haltestelle. Hier hält die Linie S1 der S-Bahn Basel, die von Basel nach Frick bzw. Laufenburg verkehrt. Der Augarten wird ausserdem durch die Buslinien 84 (Rheinfelden–Kaiseraugst) und 85 (Rheinfelden SBB–Augarten) erschlossen, die beide von Postauto Nordwestschweiz betrieben werden.